# Mars Reconnaissance Orbiter

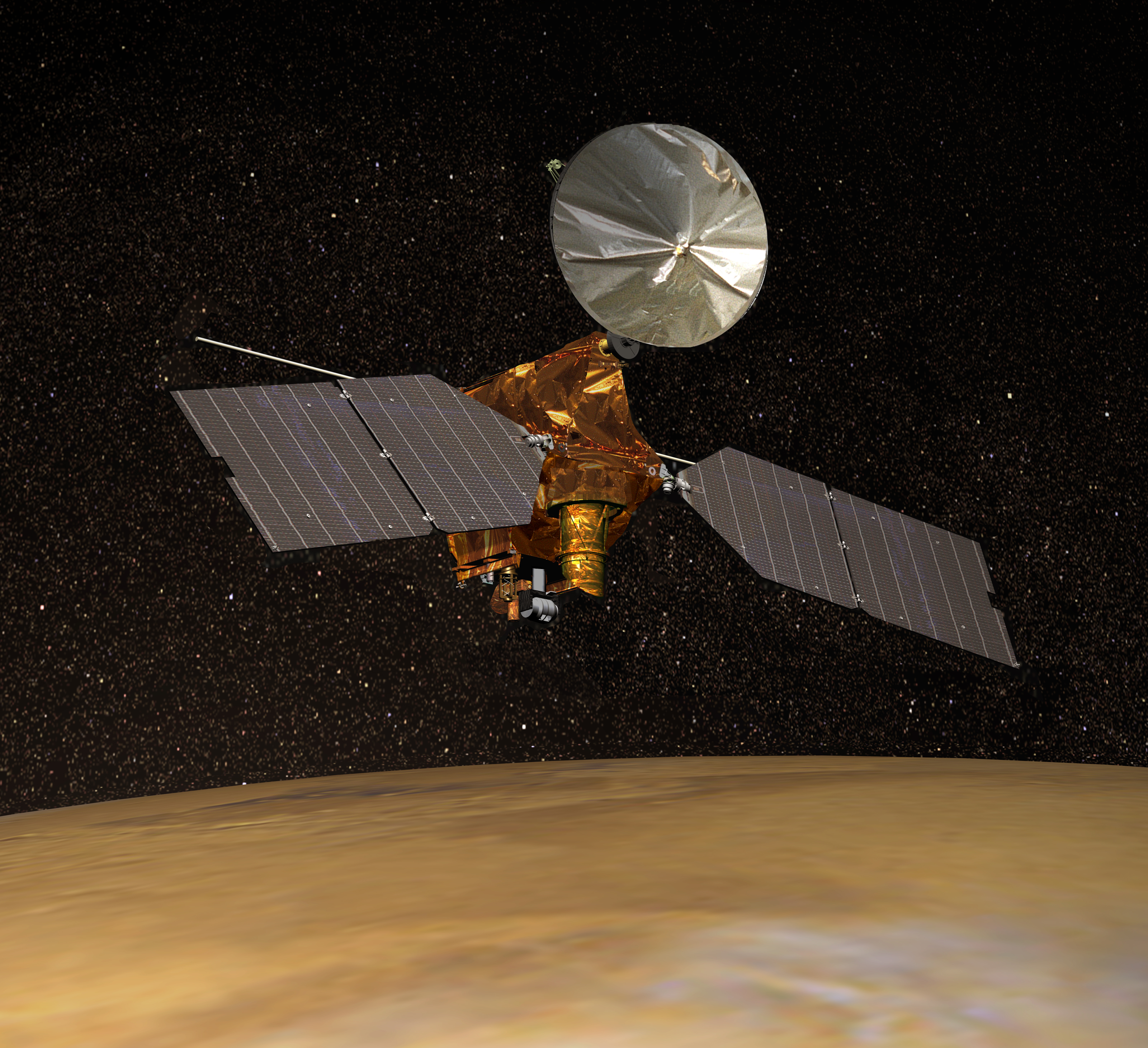
Representació artística de la MRO en òrbita al voltant de Mart.

La Mars Reconnaissance Orbiter (MRO, «Sonda orbital d'exploració de Mart») és una nau espacial multipropòsit, llançada el 12 d'agost de 2005 amb l'objectiu d'avançar en el coneixement de Mart amb una observació detallada, per examinar potencials zones d'aterratge per a futures missions a la superfície i per servir d'estació de retransmissió de dades d'alta velocitat per a missions futures. Des del 10 de març de 2006 és el quart satèl·lit artificial de Mart en actiu, juntament amb les Mars Express, Mars Odyssey i Mars Global Surveyor, a més dels dos vehicles d'exploració superficial Spirit i Opportunity.

## Missió
Els objectius científics de la Mars Reconnaissance Orbiter són la recerca de proves d'aigua i l'estudi atmosfèric i geològic del planeta. D'altra banda, també té l'objectiu d'establir les bases per a les missions planejades de la NASA a la superfície de Mart: una sonda de superfície anomenada Phoenix i un vehicle d'exploració superficial (rover) anomenat Mars Science Laboratory. Els instruments d'alta resolució de la MRO han d'ajudar els planificadors a avaluar els possibles lloc d'aterratge d'aquestes futures missions, tant pel que fa a potencial interès científic com pel que fa al risc d'atteratge. A més a més, les capacitats de comunicació de la MRO constituiran un important repetidor de comunicacions per a les missions de superfície; fins i tot podrà proporcionar dades claus durant l'aterratge. També pot oferir pistes per descobrir les causes de les fallades de les missions Mars Polar Lander i de la sonda de superfície Beagle.
La Mars Reconnaissance Orbiter fou llançada el 12 d'agost de 2005 des del Complex de Llançament Espacial 41 de Cap Canyaveral, a bord d'un coet llançador Atlas V-401 equipat amb una etapa superior Centaur. Cinquanta-sis minuts després del llançament el Centaur completà les seves ignicions i col·locà la MRO en una òrbita de transferència cap a Mart. El viatge fins a Mart durà 7 mesos i mig, durant els quals es van realitzar proves i calibratges dels instruments, així com tres maniobres de correcció de trajectòria.
L'inici de les maniobres d'inserció orbital al voltant de Mart es produí el 10 de març de 2006. La sonda passà per sobe de l'hemisferi sud marcià a una altura d'uns 370–400 km i els seus sis propulsors es van encendre durant 27 minuts per reduir la velocitat respecte a Mart des d'uns 2.900 m/s a uns 1.900 m/s. Aquesta maniobra col·locà la sonda en una òrbita polar molt el·líptica, en la que es troba en aquests moments, amb una periapsi de 329 km sobre la superfície de Mart i una apoapsi de 44.572, amb un període orbital de 35,5 hores. A continuació les maniobres d'aerofrenat duran la sonda a una òrbita més baixa i circular. Després, durant la primera setmana de novembre de 2006 es completaran els ajustaments orbitals i podran començar les operacions científiques.

### Cronologia

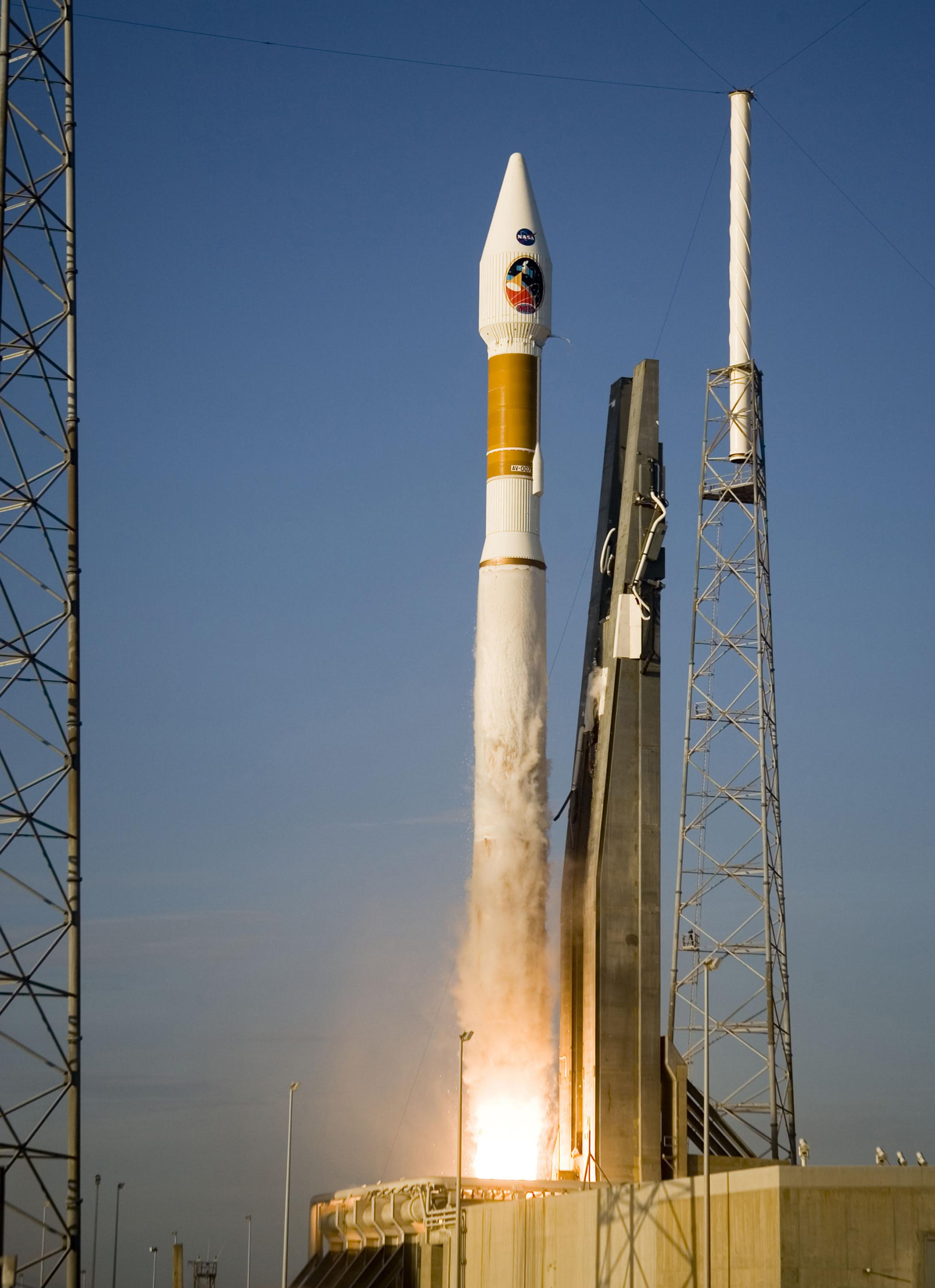
Llançament de la MRO a bord d'un Atlas V, el 12 d'agost de 2005 a les 07:43 EDT.

- 30 d'abril de 2005: la sonda arriba al centre de llançament.
- 9 d'agost de 2005: s'ajorna la primera possibilitat de llançament per problemes en els giròscops de l'Atlas V.
- 11 d'agost de 2005: s'ajorna el llançament per problemes meteorològics.
- 12 d'agost de 2005: a les 07:43 EDT es llança la MRO sense problemes i se situa en l'òrbita de transferència.
- 15 d'agost de 2005: es comprova i calibra el MARCI (vegeu més endavant).
- 27 d'agost de 2005: primera maniobra de correcció de trajectòria, amb una ignició de 15 segons dels propulsors principals i un canvi de velocitat (Δv) de 7,8 m/s.
- 8 de setembre de 2005: es calibren i comproven els instruments HiRISE i CTX amb fotografies de la Lluna des de 10 milions de km.
- 18 de novembre de 2005: segona correcció de trajectòria, amb una ignició dels 6 propulsors mitjans durant 20 segons i un canvi de velocitat de 75 cm/s.
- 3 de febrer de 2006: s'inicia la fase d'aproximació a Mart.
- 10 de març de 2006: es completa amb èxit la maniobra d'inserció orbital.[1]
- 25 de març de 2006: completades amb èxit les primeres proves d'imatges de la HiRISE.[2]
- 11 de setembre de 2006: finalitzades les operacions d'aerofrenat.
- 29 de setembre de 2006: es prenen les primeres imatges d'alta resolució de Mart.

## Descripció de la sonda
La MRO es muntà a Lockheed Martin Space Systems, de Denver. Els instruments es van dissenyar i fabricar a la Universitat d'Arizona (Tucson), al laboratori de física aplicada de la Universitat Johns Hopkins, a l'Agència Espacial Italiana, als Malin Space Science Systems de San Diego i al Jet Propulsion Laboratory. L'estructura de la nau està formada bàsicament per compostos de carboni i estructures hexagonals d'alumini. El tanc de combustible de titani ocupa la major part del volum i la massa de l'estructura. La massa total de la sonda és de 2.180 kg amb combustible i de 1.031 kg sense combustible.

### Sistemes de propulsió i alimentació elèctrica
Un tanc de combustible de 1.175 litres d'hidrazina (monopropel·lent) alimenta un conjunt de 20 propulsors, distribuïts de la següent forma:
- Sis propulsors principals, destinats especialment a les maniobres d'inserció orbital. Generen un empenyiment de 170 N cada un.
- Sis propulsors mitjans, per a les correccions de trajectòria i control d'altitud (posició) durant la inserció orbital. Cada un genera un empenyiment de 22 N.
- Vuit propulsors menors per al control d'actitud durant les operacions normals, cada un amb un empenyiment de 0,9 N.

A més, s'utilitzen quatre rodes giroscòpiques per al control d'actitud més precís, necessari durant la presa d'imatges d'alta resolució. Cada roda pesa 10 kg i pot girar a 100 Hz (6000 rpm).
L'energia elèctrica necessària per als elements de la Mars Reconnaissance Orbiter s'obté a partir de dos panells solars. Cada un es pot moure independentment i mesura 5,35 × 2,53 m, amb 9,5 m² de superfície, coberta per 3.744 cèl·lules fotovoltaiques. Aquestes cèl·lules són considerablement eficients i poden convertir fins a un 26% de l'energia solar en electricitat; poden subministrar 32 V, tensió necessària per a la majoria d'instruments de la nau. A Mart els dos panells arriben a generar 2.000 W de potència (a l'òrbita de la Terra en generarien 6.000, a causa de la major proximitat al Sol).
A part dels panells, la MRO disposa de dues bateries recarregables per al seu ús quan els panells solars no estan encarats al Sol (com durant la inserció orbital i l'aerofrenat) o bé quan el Sol queda ocult per Mart. Cada bateria té una capacitat d'emmagatzematge d'energia de 50 ampere-hora (180 kC), però com la tensió generada disminueix a mesura que les bateries es descarreguen només es pot utilitzar un 40% de la capacitat de les bateries.

### Sistemes de dades, navegació i telecomunicacions
L'ordinador principal de la Mars Reconnaissance Orbiter és un processador RAD750 de 32 bits, a 133 MHz i de 10,4 milions de transistors. Es tracta de la versió amb protecció contra radiació del processador PowerPC 750 o G3, amb una placa mare especial. Les dades s'emmagatzemen en una memòria flaix de 160 Gbit (20 GB) formada per uns 700 xips de memòria. El sistema operatiu és el VxWorks amb una protecció contra errades molt completa.
El sistema de telecomunicacions utilitza una antena parabòlica d'alt guany per transmetre a la freqüència normal d'espai profund (banda X de microones, 8 GHz) així com per provar l'ús de la banda Ka, de 32 GHz, per a altes velocitats de transmissió. La velocitat màxima de transferència de dades des de Mart es preveu que sigui de fins a 6 Mbit/s, deu vegades superior a la de les sondes enviades fins al moment. Els dos amplificadors per a la banda X transmeten amb una potència de 100 W, mentre que de la banda Ka ho fa a 35 W. La MRO també disposa de dues antenes de baix guany per comunicacions a velocitat menor durant possibles emergències o moments determinats, com la inserció orbital.
Els sistemes de navegació proporcionen la informació sobre posició i orientació durant la missió. Consten dels següents elements:
- Setze sensors solars (vuit són de seguretat) situats al voltant de la nau per mesurar la direcció del Sol respecte a l'orientació de la sonda.
- Dos seguidors estel·lars per complementar la informació d'orientació i posició. Es tracta de dues càmeres digitals que detecten la posició d'un conjunt d'estrelles catalogades.
- Dues unitats de mesura inercial proporcionen informació sobre el moviment de la nau. Cada una està formada per tres acceleròmetres i tres giròscops làser en anell.

### Instrumentació científica
La MRO trasnporta un conjunt de tres càmeres per prendre imatges en l'espectre visible, un espectròmetre, un radiòmetre, un radar i un grup de «paquets» científics i tecnològics que aprofiten les dades obtingudes per altres subsistemes de la nau i per provar noves tecnologies per a missions futures.
- Càmeres

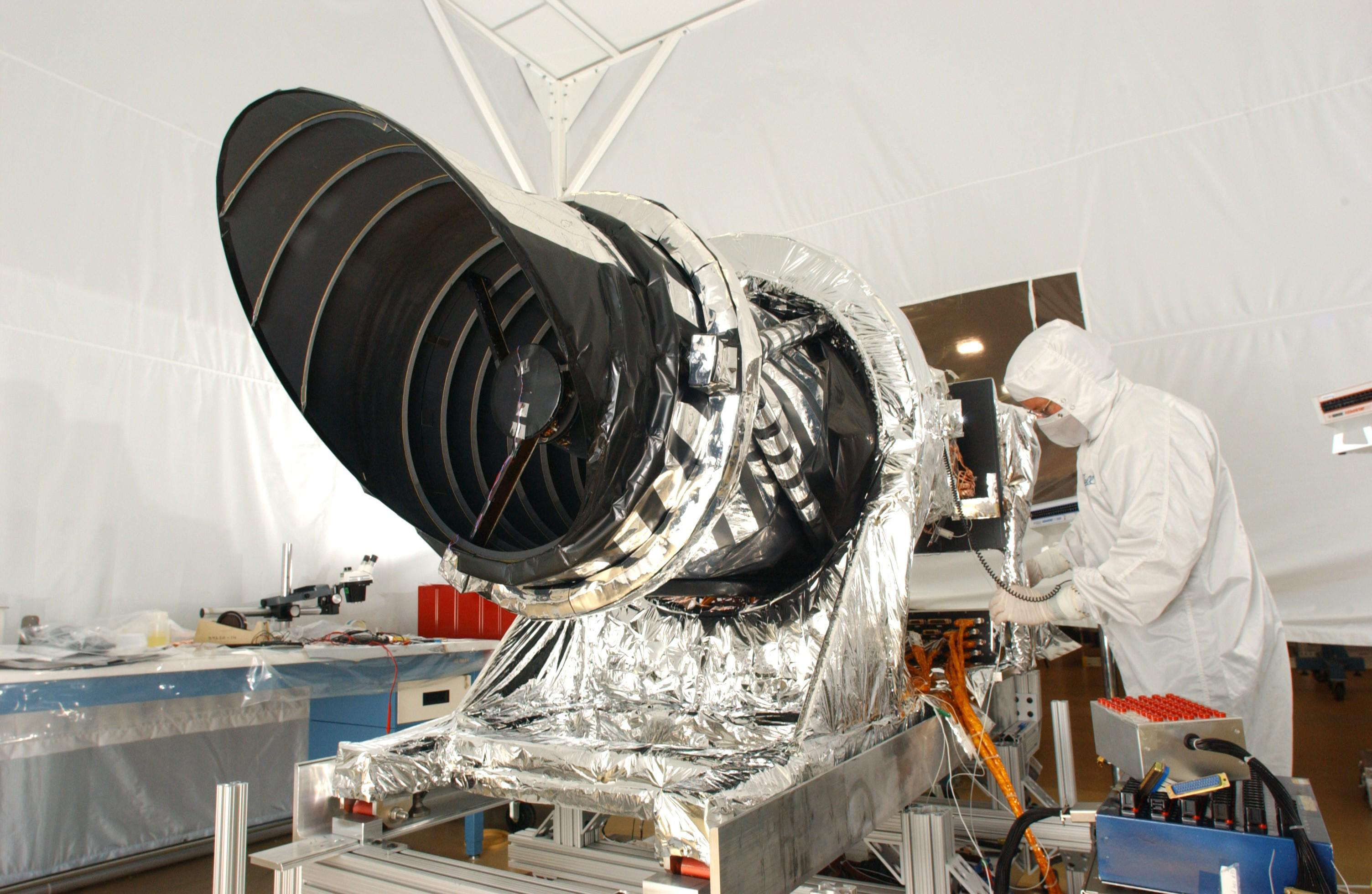
La càmera HiRISE, abans d'incorporar-la a la MRO, a la Ball Aerospace and Technology Corporation, Boulder, Colorado.

  - HiRISE (High Resolution Imaging Science Experiment, «Experiment científic de presa d'imatges d'alta resolució»). Es tracta d'una càmera CCD amb un telescopi reflector de 0,5 metres, el més gran de totes les missions d'espai profund fins al moment. Té una resolució d'1 micro-radiant, equivalent a 1 metre des d'una altura de 300 km (la mateixa resolució que les imatges actuals disponibles al Google Earth). Pot prendre imatges en tres bandes de colors: 400-600 nm (blau-verd), 550-850 nm (vermell) i 800-1000 nm (infraroig proper o NIR). La resolució nominal màxima de les imatges vermelles és de 20.000 × 40.000 píxels (800 megapíxels) i de 4.000 × 40.000 píxels (160 megapíxels) per a les bandes blau-verda i NIR; d'aquesta manera una sola imatge ocuparà 16,4 Gb, però es transmetran comprimides a 5 Gb.[3]
  - CTX (Context Camera, «Càmera contextual»). Es tracta d'una càmera CCD amb un telescopi Maksutov-Cassegrain que obtindrà imatges en escala de grisos de fins a 40 km d'amplada i una resolució de 8 metres per píxel. Treballa en conjunció amb les altres dues càmeres per proporcionar mapes contextuals de les zones observades.[4]
  - MARCI (Mars Color Imager, «Càmera en colors de Mart»). Obtindrà imatges de Mart en cinc bandes de l'espectre visible i dues de l'ultraviolat. L'objectiu és obtenir mapes globals per caracteritzar els canvis diaris, estacionals i anuals del clima de Mart, així com proporcionar informes meteorològics diaris.
- Espectròmetres
  - CRISM (Compact Reconnaissance Imaging Spectrometer for Mars, «Espectròmetre compacte de reconeixement d'imatges per a Mart»). És un espectròmetre que treballa en l'infraroig i el visible per produir mapes detallats de la mineralogia marciana. Té una resolució de 18 metres i analitzarà la radiació des de 400 a 4.050 nm, en 560 canals de 6,55 nm d'amplada.
  - MCS (Mars Climate Sounder, «Instrument de sondeig climàtic de Mart»). Es tracta d'un espectròmetre de nou canals, amb un de visible/NIR (de 0,3 a 3,0 μm) i vuit en l'infraroig llunyà (de 12 a 50 μm), que serviran per mesurar valors de temperatura, pressió, vapor d'aigua i pols a l'atmosfera de Mart. L'objectiu és crear mapes climàtic globals del planeta.
- Radar
  - SHARAD (Shallow Radar, «Radar superficial»). És un instrument dissenyat per sondejar l'estructura interna dels casquets polars de Mart i recollir informació global sobre capes subterrànies de gel, roca i, potser, aigua líquida acessibles des de la superfície. Es tracta d'un radar que treballa a 15-25 MHz (HF), una resolució vertical de 7 m i una capacitat de penetració de 1.000 metres.
- Instal·lacions científiques
  - Gravity Field Investigation Package («Paquet d'investigació del camp gravitatori»). Es tracta de determinar variacions en el camp gravitatori de Mart a partir de les dades de la velocitat i posició de la mateixa MRO.
  - Atmospheric Structure Investigation Accelerometers («Acceleròmetres per a la investigació de l'estructura atmosfèrica»). Un conjunt d'acceleròmetres mesuraran la densitat atmosfèrica. Aquest experiment només es realitzarà durant l'etapa d'aerofrenat, quan la sonda travessi capes més baixes de l'atmosfera.
- Experiments tecnològics de prova
  - Electra UHF Communications and Navigation Package.
  - Optical Navigation Camera («Càmera de navegació òptica»). Aquesta càmera prendrà imatges de Fobos i Deimos davant del fons d'estrelles, per determinar amb precisió l'òrbita de la MRO. És un experiment de prova per a missions futures.
  - Ka-band Telecommunications Experiment Package.

## Resultats científics
Durant els mesos de febrer i març es provà amb èxit l'experiment de la càmera de navegació òptica (vegeu la secció anterior). Les missions científiques de la MRO començaren a partir de novembre de 2006, una vegada completades les maniobres d'inserció orbital i d'aerofrenat. El període nominal de la missió científica és de dos anys.
La càmera HiRISE va obtenir imatges de gran definició del cràter Victoria durant un passatge orbital de baixa altitud realitzat el 29 de setembre de 2006, a la vora del qual es troba el vehicle Opportunity. En l'esmentada imatge és possible detectar la figura platejada del vehicle de la NASA i el traç de la seva trajectòria al terra marcià. Durant 2007 la HiRISE ha obtingut imatges que mostren formacions geològiques que indiquen la presència de diòxid de carboni o aigua líquids sobre la superfície en el passat geològic recent.